# سفارة بولندا في النرويج
سفارة بولندا في النرويج هي أرفع تمثيل دبلوماسي لدولة بولندا لدى النرويج. تقع السفارة في أوسلو وهي تهدف لتعزيز المصالح البولندية في النرويج.

## وصلات خارجية
- الموقع الرسمي
- قائمة سفارات بولندا
- قائمة السفارات في النرويج